# 錦銹花園
錦綉花園（きんしゅうかえん、フェアビューパーク、英語: Fairview Park）は、香港新界元朗区大生囲の住宅地区である。

## 概要
香港では珍しい、2階建て程度の低層住宅の新興分譲地区である。区域内には、2階建ての高級な住宅が並ぶが、老朽化が激しい。住民の所得水準は平均より少し上である。
ここは、元朗などから直通の専用バスが運行されているが、セキュリティ上、外部の者の立ち入りは厳しく制限されている。住宅地の入口にはゲートがあり、入退場をチェックしており、住民とその関係者以外の立ち入りは、この専用バスに乗っていく以外は非常に困難である。
この住宅地の中心には、公園、郵便局、街市（いちば）などの基本的な施設が数多く存在する。